# Vingrau
Vingrau er en by og kommune i departementet Pyrénées-Orientales i Sydfrankrig.

## Geografi
Vingrau ligger 26 km nord for Perpignan. Nærmeste byer er mod nordvest Tuchan (11 km), mod øst Opoul-Périllos (10 km), mod syd Espira-de-l'Agly (14 km) og mod sydvest Tautavel (5 km).

## Demografi

### Udvikling i folketal
| 1962                                                              | 1968 | 1975 | 1982 | 1990 | 1999 | 2007 | 2015 | 2017 |
| ----------------------------------------------------------------- | ---- | ---- | ---- | ---- | ---- | ---- | ---- | ---- |
| 639                                                               | 563  | 490  | 475  | 426  | 469  | 565  | 609  | 606  |
| Tal fra og med 1962 er uden dobbelttælling (sans doubles comptes) |      |      |      |      |      |      |      |      |